# Coenosia manillensis
Coenosia manillensis är en tvåvingeart som först beskrevs av Georg von Frauenfeld 1867.  Coenosia manillensis ingår i släktet Coenosia och familjen husflugor. Inga underarter finns listade i Catalogue of Life.